# Rendszer

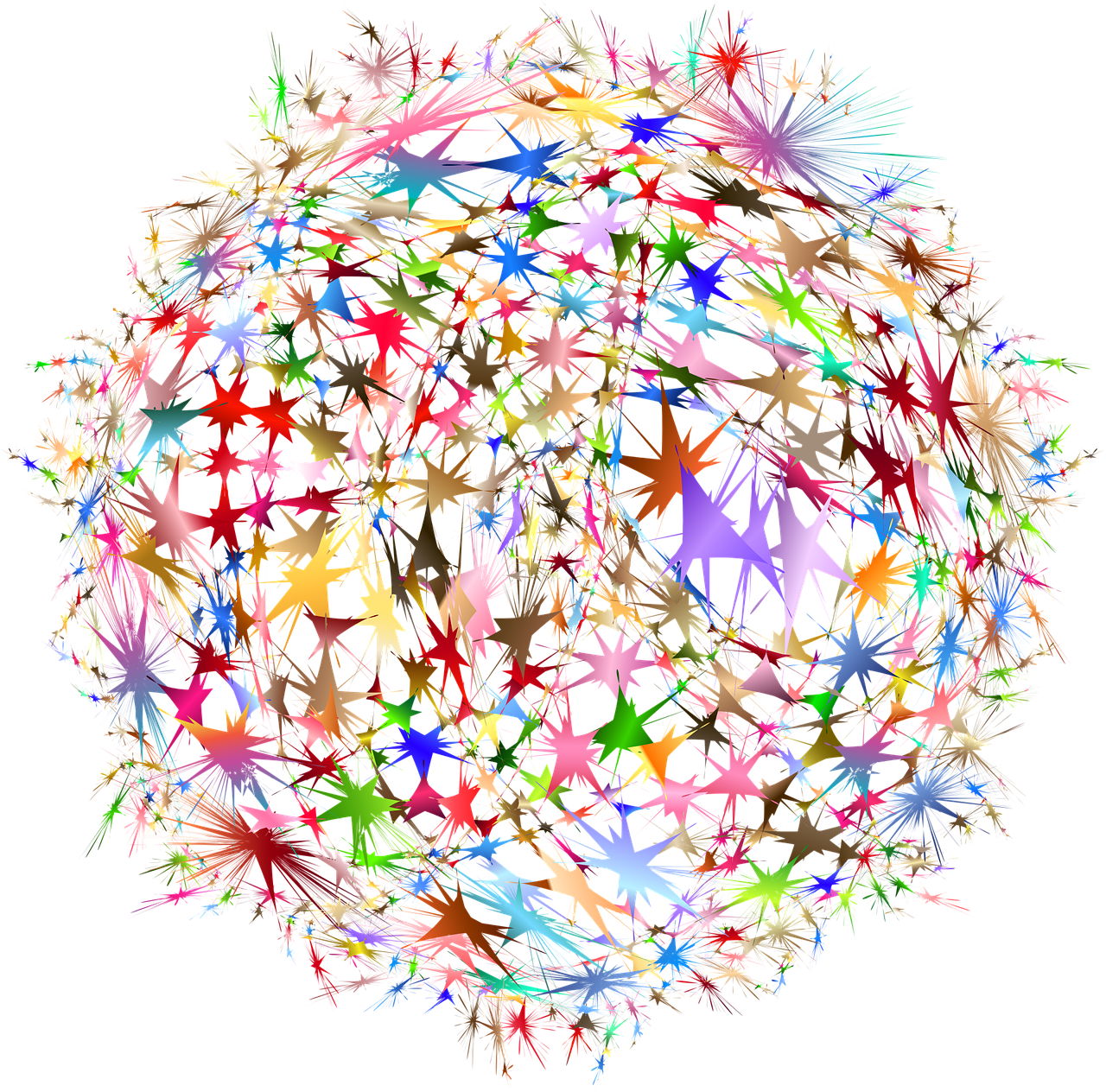
Egy rendszer ábrázolása

A rendszer fogalma a tudományok és a tudományfilozófia egyik legalapvetőbb fogalma, mégis csak a huszadik században kezdtek el foglalkozni vele, a rendszerelmélet más fogalmaival együtt. Ezt az elméletet Ludwig von Bertalanffy magyar származású osztrák biológus kezdte kidolgozni. Tudománytörténeti szempontból meg kell azonban jegyezni, hogy Zalai Béla 1914-ben írt, de csak 1984-ben megjelent, A rendszerek általános elmélete című tanulmánya is ebbe az irányba mutatott, bár ez a munka alapvetően a filozófiai rendszerezésről szólt. A „rendszer” fogalma nagyon alapvető, így szigorúan nem definiálható (eddig még nem sikerült). Tartalmának meghatározásához először azt kell tisztázni, hogy
- konkrétan mit kell a rendszernek elérnie, és
- milyen eszközöket és eljárásokat használ a folyamatban a cél elérésére.

## Alapösszetevők (fogalmak)
A rendszert nem képzeljük el felbonthatatlannak, ezért alrendszerei vannak, sem elszigeteltnek, önmagában lévőnek, mert környezet veszi körül. A rendszernek belső jellemzője lehet még a célkitűzése, amely akkor egyszerű, ha a célok egyértelműek és számszerűsíthetők.
A környezet a rendszeren kívül lévő összes dolgot jelenti: ezek tulajdonságai kihatnak a rendszerre, ha ezeknek a tulajdonságait megváltoztatják, megváltozik a rendszer viselkedése.
Az objektumok a rendszer paraméterei. A paraméter a rendszerben
- a bemenet,
- a folyamat,
- a kimenet,
- a visszacsatolás-szabályozás
- és a korlátozás.

Minden egyes rendszerparaméternek számos értéke lehet, hogy azzal jellemezze a rendszer állapotát.
A tulajdonságok az objektum paramétereinek tulajdonságai. A tulajdonság a dolog ismertségének, megfigyelésének vagy a folyamatban való részvételének a külső megnyilvánulása. Tulajdonságok jellemzik a rendszer paramétereit, és lehetővé teszik, hogy azoknak értéket valamint méretadatokat adjunk. Az objektumok tulajdonságait a rendszer működése megváltoztathatja.
A viszonyok azok a kötések, amelyek a dolgokat és a tulajdonságokat a rendszer folyamataiban összekötik. A viszonyokat osztályozhatjuk elsőfokúnak, amikor azok egymás számára funkcionálisan szükségesek. A szimbiózis például ilyen elsőfokú eset két eltérő szervezet szükségszerű kapcsolatát, mint például egy növény és annak parazitája együttes életét jellemzi.
A viszonyok lehetnek másodfokúak is, ha azok kiegészítő jellegűek: ha lényegesen növelik a rendszer teljesítményeit, ha fennállnak, de funkcionálisan egyébként nincs rájuk szükség. Ilyen másodfokú viszony a szinergia. Végül a viszonyok lehetnek harmadfokúak is, amikor vagy redundánsak, vagy egymásnak ellentmondóak.
A redundancia olyan állapotot ír le, amelyben a rendszerben felesleges objektumok vannak. Ellentmondásos állapot akkor van, ha a rendszerben két objektum van, amelyek közül ha az egyik igaz, akkor a másik definíció szerint hamis.

## A környezet
A rendszer a környezet révén él, a környezet is meghatározza a rendszert. A környezettel a rendszer kapcsolatban áll, ahhoz illeszkedik, az illeszkedés, alkalmazkodás sikere (closeness of fit) döntő lehet a rendszer jövője szempontjából. Minél jobban értjük a környezetet, annál jobb rendszert lehet tervezni bele, ezért tudnunk kell, hogy a környezetben lévő rendszerek milyen viszonyban vannak a mi rendszerünkkel.
A környezeti rendszerekkel lehetnek cserekapcsolataink, onnan felveszünk és oda kibocsátunk anyagot, pénzt, embereket, ismeretet stb. Lehetnek versenykapcsolataink is, azaz versenghetünk ugyanazért az áruért, erőforrásért, munkáért stb. Ami ilyenkor a tennivalónk, hogy megállapítjuk, mi folyik ezen a téren, és miért viselkednek, ahogy viselkednek versenytársaink. Összefoglalva:
1. Meg kell tudnunk, hogy mi is létezik a valós világban, el kell köteleznünk magunkat az empirikus, tapasztalati ismeretek gyűjtése mellett.
2. Mérnünk kell a jelenségek jellemzőit, mind statikus, mind dinamikus állapotukban.
3. Nem szabad olyan elveket és elméleteket gyártani, amelyek nem megfigyelésen alapulnak.
4. Meg kell állapítanunk, hogy egy jelenség viselkedéséneknek mi az oka, akár dinamikus, akár statikus állapotában.
5. Óvatosan kell eljárnunk a jelenségek osztályozásában.

## A tudomány alapkérdései
A csillagászatban azt a kérdést tették fel: Mi az amit látunk? Mi létezik? Megfigyelték az égitestek mozgását stb., innen a folytatás tudománytörténet.
A biológiában azt kérdezik: mi jellemzi a természeti jelenségeket, szerkezet, viselkedés és fejlődés szempontjából? Ez elvezetett a Linné- (Linnaeus)-féle osztályozáshoz, amely szerint minden élőlénynek két nevet kell adni, az egyik a törzset (genus), a másik a fajt (species) jelöli. A leszármazást tükröző osztályozási rendszer szerkezete így néz ki:
- fílum
- /szubfílum/
- osztály
- rend
- család
- genus
- species

A kémiában, ahol korábban azt gondolták, hogy a világot négy elem alkotja, szintén empirikusan vizsgálják az anyagot, hogy megállapítsák, mi jellemzi azt dinamikus és statikus körülmények között. Megvizsgálják, hogy különböző anyagfajták egymással hogy viselkednek. Ebből lassan fejlődött ki az elemek periódusos rendszere, menet közben rájöttek, hogy hibák vannak benne. Sőt elméletileg egy ember azt is kiszámolta, hogy létezniük kell olyan elemeknek is, amelyekkel még a gyakorlatban nem találkoztak. Majd később ezeket is felfedezték a megjósoltak szerint.
Az orvostudományban a hullák boncolásával ismerték meg az emberi testet alkotószerveket, először azok „tagolható” rendszereit, majd később szabályozó rendszereit (például vérnyomás, légzés stb.). A kapott rendszerek neve csontrendszer, izomrendszer, légzőrendszer, idegrendszer stb.
A rendszerek hierarchikus rendet alkotnak, ez a láttatás hasznos, ilyenek a fizikai rendszerek, vagy akár a tervek és célok rendszerei is.

## Rendszer jellemzők
Teljesség és függetlenség áll fenn egy rendszerben, ha egy rendszer minden része úgy kapcsolódik az összes többihez, hogy egy adott rész megváltozása az összes többi részt, valamint a rendszer egészét megváltoztatja. Ilyenkor a rendszer koherensen és egészként működik.
A másik véglet, amikor a részek nincsenek kapcsolatban, és a részek változása teljesen attól a résztől függ. A két halmaz változása az alkatrész változásainak fizikai összege. Ennek a viselkedésnek a neve függetlenség vagy fizikai additivitás.
Ez a két tulajdonság nem két külön tulajdonság, hanem ugyanannak a két dolognak extrém esete. A teljesség és a függetlenség fok kérdése, de a tulajdonságot nem lehet arányskálán mérni.
A teljesség és az additivitás használható arra, hogy a fizikai rendszerrel egy másik tulajdonságát leírjuk vele. A legtöbb fizikai rendszer idővel változik, ha ezek a változások az egésztől a függetlenség felé való fokozatos átmenetet adják.

## A célok
A lényegtelen tulajdonságoktól való eltekintés neve az absztrakció vagy idealizáció, ebből a szempontból a cél lényeges tulajdonság. (A rendszereknek a célon kívül is van néhány makroszkopikus tulajdonsága.)
Céltermészetű a termodinamikai entrópia fogalma, amely érdekes és értékes analógia az üzenetforrások meghatározásánál az információelméletben.
A rendszer progresszív faktorizáción megy keresztül: az egyik történés neve, sajátja a pusztulás, a másiké a növekedés.
Létezik progresszív szisztemizáció is, amely a progresszív faktorizáció ellentéte, amelyben a változás az egész felé mutat.
Centralizációnak nevezzük azt a változást, amelyben a centralizált rendszer úgy keletkezik, hogy egy alrendszer főszerepet játszik. Minél jobban centralizált egy rendszer, annál jobban védeni kell a nem stabil környezeti faktorok által okozott kártól.

## Természetes és mesterséges rendszerek
- A természeti rendszer pl.: Méhkas
- Mesterséges rendszer pl.: Autó

## Nyitott kontra zárt
Vannak izolált-, zárt- és nyitott rendszerek. A legtöbb organikus rendszer nyitott, azaz energiát és anyagot is cserél a környezetével.
A rendszer akkor zárt, ha nem hoz be, nem visz ki anyagot. Izolált, ha információt, hőt vagy bármilyen energiaformát sem.

## A forgalom
Az adaptív rendszerek képesek reagálni a környezetre, így a rendszer további működése kedvező módon alakul. Vannak stabil rendszerek, visszacsatolásos rendszerek és ultrastabil rendszerek.

## Emberi rendszerek
Az ember által tervezett rendszerekben két szempont is érvényesül:
- A cél a kompatibilitás (harmónia) Az újak illeszkednek a meglévőkhöz.
- A cél az optimizálás A rendszer és a környezet közötti legjobb csatlakozás megkeresése.

## Könyvek
- László Ervin: Zene-rendszerelmélet-világrend. Budapest: Gondolat Kiadó. 1986.
- Ludwig von Bertalanffy (1979): Adalékok egy általános rendszertanhoz. (In: A szervezet mint rendszer. Szerk.: Knut Bleicher) Közgazdasági és Jogi Könyvkiadó, Budapest
- Paczolay Gyula: Tudományok és rendszerek. Budapest: Akadémiai. 1973.
- Rendszerelmélet.  (1969, 1972). Szerk,: Kindler József és Kiss István. Közgazdasági és Jogi Könyvkiadó, Budapest